# Premiul Marin Sorescu
Premiul Marin Sorescu este un premiu literar înființat în anul 2007 de Institutul Cultural Român de la Stockholm. Premiul este în valoare de 50.000 coroane suedeze și este însoțit de un trofeu conceput și realizat de artista Kuki Constantinescu. Premiul este decernat anual, în perioada toamnei, unui scriitor suedez care desființează granițe și creează locuri de întâlnire, care prin opera sa face posibilă comunicarea între diferite forme de expresie culturală. 

## Jurizare
Juriul anului 2017 este format din Jonas Ellerström, editor, scriitor și traducător, Anna Hallberg, scriitor și critic literar, Annina Rabe, jurnalist și critic literar, Elise Karlsson, scriitoare și critic literar și Dan Shafran, traducător, Directorul Institutului Cultural Român de la Stockholm. În trecut, din juriu au mai făcut parte Sara Arrhenius, Directorul Galeriei de artă Bonniers Konsthall, Gabriella Håkansson, scriitor și critic literar, și Fredrik Lind, Directorul Departamentului pentru cluburile de carte al Librăriei AdLibris.

## Laureați

### 2007
În anul 2007  Premiul Marin Sorescu a fost decernat scriitorului suedez Steve Sem-Sandberg.
Motivația juriului a fost următoarea: 
„Prin complexitatea, vitalitatea și forța intelectuală a romanelor și eseurilor sale, plasate adeseori în Europa Centrală și de Est, Steve Sem-Sandberg aparține artei narative europene de astăzi. Cărțile sale, care sparg granițele dintre lumi și dintre realitate și ficțiune, ne oferă o imagine complexă a societății contemporane, făcând totodată simțită prezența istoriei. Prin încercarea lui de a crea un hibrid între narațiune și documentar, Steve Sem-Sandberg a devenit un model pentru scriitorii mai tineri, încurajându-i să experimenteze și să testeze noi formule literare.”
Steve Sem-Sandberg, romancier, eseist, critic literar și traducător, s-a născut în 1956 la Oslo, în Norvegia. A debutat în 1976 cu romanul Sländornas värld. S-a impus însă în anii 1990, cu trilogia alcătuită din romanele: Theres (1996), Allt förgängligt är bara en bild (1999) și Ravensbrück (2003), care urmăresc destinele a trei personaje istorice: Ulrike Meinhof, Lou Andreas-Salomé și Milena Jesenská. 
Ultimul său roman, Härifrån till allmänningen, 2005, se concentrează asupra câtorva destine dintr-o suburbie a Stockholm-ului la sfârștul anilor 1960, o perioadă de mari prefaceri sociale pentru Suedia. Steve Sem-Sandberg este și laureatul Premiului pentru literatură al cotidianului Aftonbladet (1996). Pentru romanul Ravensbrück a fost nominalizat la Premiul August și Premiul Consiliului Nordic. În prezent, Steve Sem-Sandberg este redactor cultural al prestigiosului cotidian suedez Svenska Dagbladet.

### 2008
În anul 2008  Premiul Marin Sorescu a fost decernat scriitoarei suedeze Nina Burton,
„a cărei operă literară demonstrează o neobișnuită complexitate și totodată o consecvență incontestabilă. Nina Burton pendulează între poezie și eseistică, între disciplinele umaniste și științele naturale, între continente faptice și tematice. Este scriitor, cercetător, redactor și traducător, roluri ce se completează reciproc în modul cel mai firesc. Pe lângă lirica sa discretă, dar încărcată emoțional, Nina Burton a explorat și a dezvoltat noi posibilități în domeniul aflat la granița dintre eseistică” și ”non-ficțiune”. În această privință, ea se numără printre scriitorii cu adevărat importanți, cu o gândire autonomă, nu numai în peisajul literar suedez.”
Nina Burton (n. 1946) a publicat până în prezent zece volume de poezie și eseistică. Ultimul dintre ele, Un răspuns în 24 de frânturi, a apărut în această toamnă. Nina Burton a fost de două ori nominalizată la prestigiosul premiu August: în 2005, la categoria „cea mai bună carte de specialitate”, pentru Noul oraș al femeilor, și în 1994, la categoria „beletristică”, pentru volumul de eseuri Poezia, sora călătoriei. În 2006 i s-a decernat premiul pentru eseistică Gerard Bonnier. Din 1994 este membru al Academiei De Nio.

### 2009
Premiul Marin Sorescu pe anul 2009 a fost decernat scriitorului suedez Peter Handberg, 
„pentru o operă în care propriile nuvele, reportaje și eseuri coexistă în mod inedit, dar firesc, cu activitatea intensă de traducător. Peter Handberg are un stil profund personal, caracterizat de rigoare și reflecție. De la debutul din 1988, Handberg a construit cu o consecvență obstinată o operă în care explorarea istoriei recente a Europei pornește, pe de-o parte, de la experiența personală, iar pe de altă parte de la cunoașterea profundă atât a fenomenelor politice și literare, cât și a consecințelor pe care le au acestea asupra omului contemporan.”
Peter Handberg s-a născut în 1956 și a debutat în 1988 cu volumul de povestiri Från slutna rum – berättelser från Berlin (Spații închise – povestiri din Berlin). Handberg este cunoscut în Suedia ca expert în Europa Centrală și de Est, despre care a publicat mai multe cărți de reportaje și eseuri. Ca traducător, s-a concentrat mai ales asupra textelor filosofice, printre scriitorii pe care i-a tradus sau chiar introdus în suedeză numărându-se G C Lichtenberg, Robert Musil, Friedrich Nietzsche, Merit Oppenheim, Andrei Pleșu, Henry David Thoreau, Paul Virilio și Robert Walser. În această toamnă i-a apărut în suedeză volumul Släpp ingen levande förbi (Pe-aici nu se trece viu), despre Zidul Berlinului.

### 2010
Premiul Marin Sorescu pe anul 2010 a fost acordat scriitorului și jurnalistului suedez Carl-Johan Malmberg, 
„pentru o operă de amploare care traversează diverse genuri literare, etalând cu generozitate și o încredere de neclintit în valoarea estetică a scrisului cunoștințe vaste și profunde în diverse domenii. Înarmat cu pasiune și acuitate intelectuală, Carl-Johan Malmberg trece firesc și nestingherit de la o epocă la alta și de la un domeniu la altul, fie că este vorba de artă, film, literatură sau muzică. Indiferent de temă, eseurile sale poartă însemnele unei estetici armonioase și consecvente, care le face personale și, în același timp, general-umane.”
Carl-Johan Malmberg (n. 1950) este autorul a șapte volume de eseuri, versuri și proză, cel mai recent dintre acestea fiind volumul M. Möten med Mahler, Melville, Duras och och minnets atleter (2009, “M. Momente cu Mahler, Melville, Duras și atleții memoriei”), care schițează portretele mai multor personalități literare, artistice și cinematografice. Printre distincțiile primite de scriitor se numără Premiul pentru eseistică Gerard Bonniers (2002), Premiul Academiei De Nio (2004) și Premiul pentru eseu al Academiei Suedeze (2009). În trecut, Carl-Johan Malmberg a fost lector de istoria filmului la Universitatea din Stockholm și producător de emisiuni radio. 

### 2011
Premiul Marin Sorescu pe anul 2011 a fost decernat scriitoarei suedeze Karin Johannisson,
„pentru cunoștințele solide și entuziasmul genuin cu care cercetează și descrie legăturile dintre științele naturale, în primul rând istoria medicinei, și științele umaniste, precum și între idei și societate, trup și suflet. Atât arta, cât și literatura au o prezență vie în cărțile lui Johannisson, care exercită o influență certă asupra beletristicii suedeze. La aceasta contribuie, printre altele, stilul rafinat și privirea alertă cu care Karin Johannisson își abordează subiectele.”
Karin Johannisson este scriitor, specialist în istoria medicinei și profesor la Catedra de istoria doctrinelor din cadrul Universității din Uppsala. De la debutul în 1974, Karin Johannisson a publicat 13 volume aflate la intersecția dintre știință, eseistică și ficțiune. Lucrările ei - traduse în mai multe limbi - au influențat numeroși scriitori suedezi. Este o desăvârșită stilistă și o erudită, ceea ce i-a adus atât premii literare, cât și distincții științifice. Este membră a mai multor academii și doctor honoris causa în medicină.

### 2012
Premiul Marin Sorescu pe anul 2012 a fost decernat scriitorului suedez Aris Fioretos,
„a cărui operă se mișcă cu ușurință, eleganță, erudiție și acuitate intelectuală între diverse țări, culturi și epoci, precum și între diverse limbi și etnii. Rezultatul este o călătorie fascinantă, pe parcursul căreia Fioretos sondează condiția umană și bogăția și complexitatea sufletului. Amploarea și versatilitatea operei lui Fioretos sunt impresionante: romanele, eseurile, traducerile, studiile și prelegerile lui îl recomandă ca unul dintre cei mai importanți erudiți și scriitori suedezi contemporani.”
Aris Fioretos este autorul a treisprezece volume de proză și eseuri, traduse în diverse limbi, printre care și româna – romanul său Adevărul despre Sascha Knisch a apărut în 2006 la Editura Polirom, în traducerea Gabriellei Eftimie. Fioretos este de altfel un bun cunoscător al literaturii române și autorul unor studii despre Paul Celan și Emil Cioran. În prezent, Aris Fioretos este profesor de estetică la Universitatea suedeză Södertörn și visiting professor la Catedra de Limbi și Literaturi Nordice a Universității Humboldt din Berlin. Este membru în Deutsche Akademie für Sprache und Dichtung din Darmstadt, iar din 2011 este, în același timp, unul dintre cei trei vicepreședinți ai Academiei. Ca traducător, Aris Fioretos este autorul unor traduceri de excepție, în limba suedeză, din operele lui Paul Auster, Friedrich Hölderlin, Vladimir Nabokov și alții.

### 2013
Laureata Premiului Marin Sorescu în 2013 este Marie Silkeberg,
„care, ca poetă, traducătoare și eseistă, se deplasează între diverse moduri de exprimare și genuri literare cu o precizie și o sensibilitate rar întâlnite. Traducerile ei sunt caracterizate de un simț al nuanței deosebit de fin; prin poeziile sale, Marie Silkeberg și-a creat un loc unic în limba suedeză— un loc unde trupurile și limbajul se combină și se întâlnesc. În operele ei, scriitoarea se îndreaptă continuu către lumea înconjurătoare, într-un avânt ce trădează atât integritate și cunoaștere estetică, cât și generozitate și dăruire molipsitoare.”
 (motivația juriului)
Marie Silkeberg (n.1961) este poetă, eseistă, traducătoare și dramaturg, autoare a șase volume de versuri, majoritatea publicate de prestigioasa editură Albert Bonniers Förlag. A tradus în suedeză din operele scriitoarelor Marguerite Duras, Pia Tafdrup și Susan Howe și este, încă din 2004, profesor la Catedra de Literatură a Universității din Göteborg. În luna februarie a anului 2014 aceasta va lansa, împreună cu poetul de origine siriană, Ghayath Almadhoun, volumul Till Damaskus („Spre Damasc”). Câteva dintre poeziile Mariei Silkeberg au fost traduse de Dan Shafran și publicate în antologia româno-suedeză Noi corespondențe lirice/Ny Lyrisk brevväxling, apărută în 2002.

### 2014
Laureatul Premiului Marin Sorescu în 2014 este John Swedenmark,
„pentru modul în care acesta îmbină, în tot ceea ce întreprinde, curiozitatea intelectuală cu erudiția și eleganța jucăușă. Prin traducerile neprețuite cu care îmbogățește literatura de decenii încoace, prin implicarea și cunoștințele sale ca eseist și critic literar, Swedenmark a deschis noi ferestre spre lume. Swedenmark ne oferă noi perspective asupra limbii, sufletului și lumii, precum și asupra conexiunilor intricate dintre acestea.”
(motivația juriului)
John Swedenmark (n. 1960) este autorul unui impresionant corp de eseuri de critică literară, teoria traducerii și psihoanaliză. Din 2007 este redactor cultural al ziarului Arbetet, în 2014 fiind desemnat Redactorul anului. Este de asemenea un foarte apreciat traducător.

### 2015
Laureatul Premiului Marin Sorescu în 2015 este Helena Eriksson,
„pentru ampla sa activitate literară care, de-a lungul anilor, a stabilit legături cu arta, literatura și istoria socială europeană modernă și contemporană, definind astfel prezentul colectiv. Prin traducerile sale literare, multe din poezia franceză, prin intensa sa activitate ca poet și recenta transformare a stilului său, concretizată în forma unei biografii despre Unica Zürn și Hans Bellmer, Helena Eriksson este nu doar unul dintre cei mai importanți poeți suedezi, ci și o voce revizalizatoare a climatului cultural din Suedia.”
(motivația juriului)
Helena Eriksson (n. 1962) este o personalitate cunoscută în lumea literară suedeză, fiind activă nu doar ca poet, ci și ca redactor și traducător. A tradus printre altele opere semnate de Anaïs Nin și Marguerite Duras și a făcut parte din redacția publicației culturale Ord & Bild din Göteborg și a publicației OEI specializată în publicarea de studii specializate de artă și lirică. Helena Eriksson este autoarea a zece volume de poezie și a fost distinsă în 2009 cu Premiul pentru Poezie al Radiodifuziunii Suedeze (Sveriges Radios Lyrikpris) și în 2012 cu Premiul Dobloug acordat de Academia Suedeză.

## Marin Sorescu in Suedia
Marin Sorescu (1936-1996) este una dintre cele mai cunoscute personalități culturale românești în Suedia. 
- Până în prezent au fost publicate în suedeză șase volume de poeme, teatru și proză scrise de Marin Sorescu:

1. Framkallning; tolkning Pierre Zekeli och Marianne Sandels; FIB:s lyrikklubb/Tiden, 1975
2. Ödet och alfabetet: dikter; i urval och översättning av Jon Milos; Symposion, 1990
3. Jag såg ljus på jorden: dikter ; i urval, tolkning och presentation av Marianne Sandels och Dan Shafran; Bonnier, 1991
4. Vid sädens rötter och andra texter: [prosa, lyrik, dramatik]; i översättning av Jon Milos; Symposion, 1995
5. Fallenhet för höjder: dikter; i urval, tolkning och presentation av Dan Shafran; Studiekamraten, 1996
6. Stege till himlen: sista dikter; översättning och inledande not: Dan Shafran; Ellerström, 1999
7. Erratum till paradiset; översättning Dan Shafran; Ellerström, 2013